# Thalamita admete
Thalamita admete is een krabbensoort uit de familie van de Portunidae. De wetenschappelijke naam van de soort is voor het eerst geldig gepubliceerd in 1803 door Herbst.